# Eutomopepla fulgorifera
Eutomopepla fulgorifera är en fjärilsart som beskrevs av W. Warren 1904. Eutomopepla fulgorifera ingår i släktet Eutomopepla och familjen mätare. Inga underarter finns listade i Catalogue of Life.